# Défense et illustration de la langue française
Défense et illustration de la langue française (Deffence et illustration de la langue françoise nel titolo originale) è una difesa in favore dell'uso della lingua francese scritta nel 1549 dal poeta francese Joachim du Bellay. Di taglio polemico e controcorrente, l'opera espone la nuova poetica dell'umanesimo francese e in particolare del movimento letterario di rinnovamento della Pléiade, di cui du Bellay faceva parte.

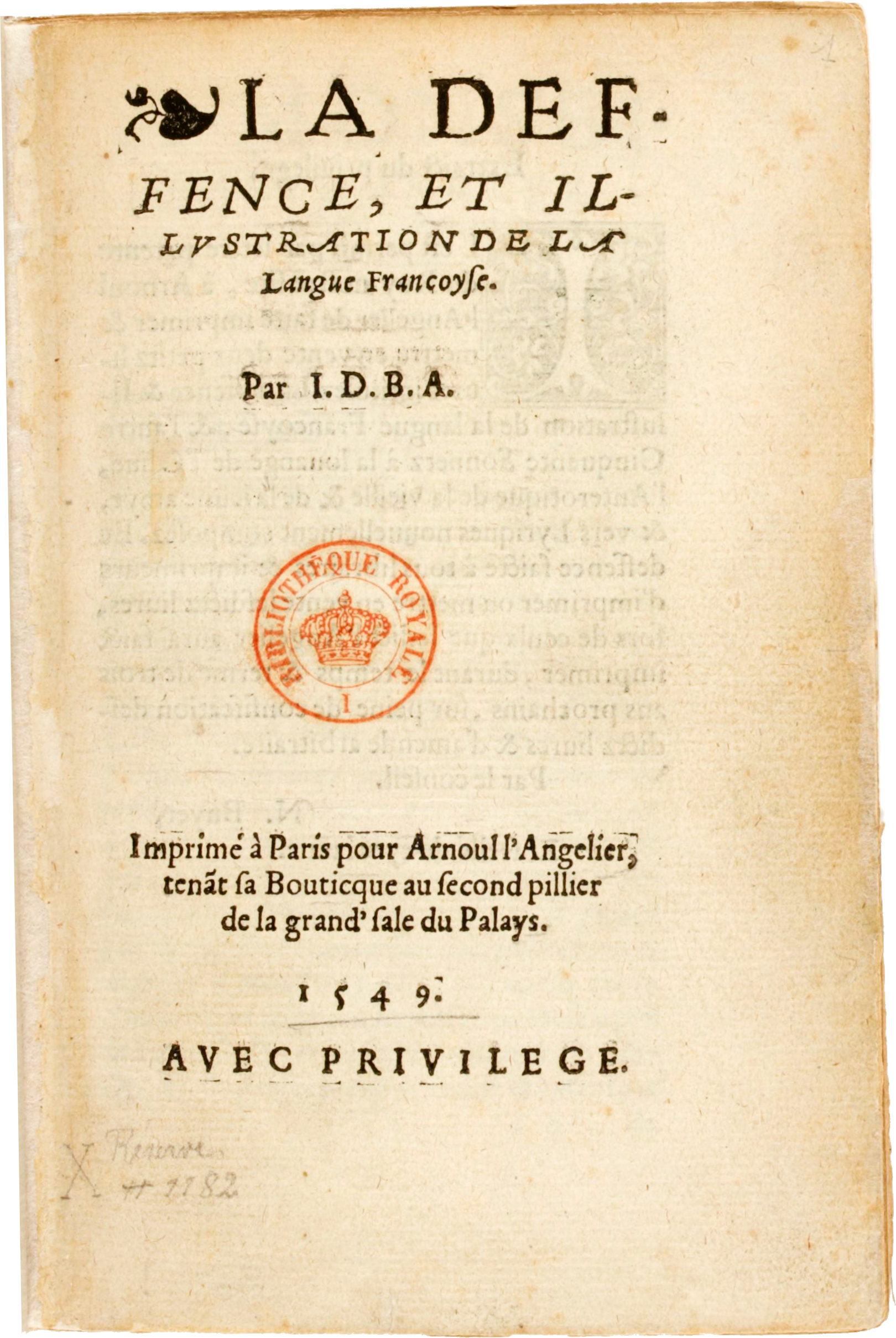
Frontespizio dell'opera

La Défence è, in realtà, un'opera collettiva del gruppo della Pléiade ed esprime le idee di tutti i suoi componenti, ma porta la firma di du Bellay in virtù della rinomanza del suo nome (du Bellay apparteneva infatti a un nobile casato e vantava illustri parentele), nella speranza di conferire maggiore autorità alle tesi esposte.
Il testo è pubblicato dieci anni dopo l'ordinanza di Villers-Cotterêts che impone il francese come lingua del diritto e dell'amministrazione pubblica francese. Il libro è stato composto in risposta all'Art Poétique di Thomas Sébillet del 1548, che già invocava l'imitazione degli antichi e, in secondo luogo, dei grandi poeti italiani quattrocenteschi, punti messi in luce con maggiore enfasi da du Bellay. Du Bellay dichiara di voler fare della lingua francese «barbara e volgare» una lingua elegante e degna della letteratura nazionale. Toccherà a lui e ai suoi compagni de La Pléiade arricchirla per farne una lingua di riferimento e d'insegnamento. A tal fine si mostra propenso all'invenzione di neologismi per esprimere i sentimenti che la poesia deve veicolare.
La poesia deve ispirarsi ai sentimenti più alti ed essere carica di erudizione, attingendo al patrimonio culturale degli antichi e ricorrendo a metri inediti e "alti", specialmente l'ode, per restituire lo spirito etico classico. Da espungere sono invece i motivi dell'epica medievale, rigettando invece quelli così i generi più modesti della ballata o del rondello.
Fonti importanti per la teorizzazione della Défence sono il Dialogo delle lingue di Sperone Speroni e l'Institutio oratoria di Quintiliano, da cui viene l'idea fondamentale dell'imitazione per l'ispirazione del poeta.
Nell'opera du Bellay manifesta la sua riconoscenza a Francesco I, «il nostro defunto buon Re e padre», per il ruolo che questi ha avuto nelle arti e nella cultura: la creazione del Collegio di Francia, la progettazione della Biblioteca nazionale di Francia e l'istituzione del deposito legale.